# عزیزکرده آمریکا (آلبوم)
عزیزکردهٔ آمریکا (به انگلیسی: America's Sweetheart) نخستین آلبوم استودیویی از موسیقی‌دان آلترناتیو راک آمریکایی کورتنی لاو می‌باشد که در ۱۰ فوریهٔ سال ۲۰۰۴ از سوی ویرجین رکوردز در سرتاسر جهان منتشر گردید. این آلبوم اولین انتشار رسمی کورتنی لاو پس از انحلال هول بود و از لحاظ موسیقایی و محتوای اشعار تفاوت‌های زیادی با سه آلبوم استودیویی قبلی داشت: زیبا از درون (۱۹۹۱)، از این جان سالم به‌در ببر (۱۹۹۴) و پوست سلبریتی (۱۹۹۸). فرآیند ضبط این آلبوم در تابستان سال ۲۰۰۱ در لس‌آنجلس، کالیفرنیا آغاز شد، اما به‌شدت تحت‌تأثیر مجموعه‌ای از مشکلات شخصی و حقوقی کورتنی لاو قرار گرفت؛ از جمله اعتیاد وی به مواد مخدر، انحلال گروه هول، جنجال پیرامون کلکسیون جعبه‌ای در دست انتشار نیروانا و درگیری‌های حقوقی با چندین شرکت ضبط موسیقی. لاو در بهار سال ۲۰۰۳ برای ضبط مجدد آلبوم به جنوب فرانسه سفر کرد؛ با این حال، به گفتهٔ او «فقط می‌خواست شش ماه در یک شاتو زندگی کند و مواد مصرف نماید.» این آلبوم سه تهیه‌کنندهٔ اصلی که یکی از آن‌ها جیمز باربر، شریک زندگی کورتنی لاو در آن زمان بود.